# 정상용
정상용(鄭祥容, 1950년 1월 5일~)은 대한민국의 정치인이다. 제13·14대 국회의원을 지냈다. 본관은 진주이며, 전라남도 함평군 출신이다.

## 생애
5·18 민주화운동 당시 전남도청 항쟁 지도부 외무담당부위원장을 맡았다. 1990년 유시민 등과 함께 '광주민중항쟁 1980 다큐멘터리'를 썼다. 15대 총선에서 김덕룡 의원의 지역구인 서울 서초구 을로 출마했으나 큰 표차로 3위 낙선하였다. 당시 그가 국회의원 3선 당선이 보장된 광주시 서구를 떠나 서울 서초구에서 출마한 이유는 대통령 선거를 앞두고 김대중 정부로의 정권교체를 위한 고뇌의 결단으로 알려져 있다.
대한민국 제16대 대통령 선거에서는 정몽준 후보의 국민통합21에 가입하기도 했다. 김대중 정부시절 공기업인 뉴서울골프장 사장으로 재직하였으며 이후 호주에 있는 호라이즌 골프장 사장으로 6년간 재직하다가 2011년 귀국하여 2012년 대한민국 제18대 대통령선거에서 민주당 문재인 후보 문화국가위원장을 맡았다. 현재는 광주에서 문화국가포럼 이사장으로 활동하고 있다.

## 학력
- 광주제일고등학교 졸업
- 서울대학교 법과대학 법학 중퇴

## 역대 선거 결과
|  | 86.63% |

|  | 79.74% |

|  | 23.27% |

## 같이 보기
- 서구 갑 (1988년 광주 선거구)
- 광주 서구의 국회의원